# ガーレット・バーコフ
ガーレット・バーコフ（Garrett Birkhoff; 1911年1月19日 - 1996年11月22日）は、アメリカ合衆国の数学者。束論の研究で最もよく知られる。同じ数学者のジョージ・バーコフ（1884年 - 1944年）は父。

## 生涯
ガーレット・バーコフは、数学者のジョージの息子として、ニュージャージー州プリンストンで生まれた。彼は、7年に満たない正式な教育を受けた後、1928年にハーバード大学のBAコースに入った。1932年にハーバード大学の学士号を取得すると、数理物理学を学ぶためにイギリスのケンブリッジ大学へ行ったが、フィリップホール（Philip Hall）の下で抽象代数を研究することにした。ミュンヘン大学を訪問している間、彼はカラテオドリに会うことになった。カラテオドリはガーレットに２つの重要なテキスト、ファンデルヴェルデンの抽象代数学とシュパイザー（Speiser）の群論を勧めた。
バーコフは博士号を取得しておらず、当時は英国の高等教育を受けたという資格の有無を重視していなかった、さらに言えば修士さえ取得していなかった。それでも、ハーバード大学のフェロー協会の会員になった後、1933–36年にかけて、ハーバードで教育をすることで彼の経歴を残した。
1930年代、バーコフは、ハーバード大学の同僚であるマーシャル・ストーンとソーンダース・マックレーンとともに、抽象代数におけるアメリカの教育と研究を大幅に進歩させた。1941年に、彼とマックレーンは、この分野における二冊目の英語で書かれた学部向け教科書である『現代代数学概論』（"A Survey of Modern Algebra"）を出版した（Cyrus Colton MacDuffeeの"An Introduction to Abstract Algebra"の出版が1940年である）。マックレーンとバーコフの"Algebra"（1967）は抽象代数学に関するより高度な教科書である。彼が1930年代に書いた多くの論文は、"Lattice Theory" （1940；第3版に至っては未だ健在である）というモノグラフにおいて最高潮に達し、これは束論（lattice theory）を抽象代数学の主要な分野へと変えるものとなった。彼の1935年の論文「抽象代数の構造について」（"On the Structure of Abstract Algebras"）は、数学の新しい分野である普遍代数（universal algebra）を創設した。普遍代数と束論の発展に対するバーコフのアプローチは、チャールズ・サンダース・パース、エルンスト・シュレーダー、アルフレッド・ノース・ホワイトヘッドらの以前のアイデアによることを認めている。実際、ホワイトヘッドは1898年に「普遍代数」と題するモノグラフを書いていた。
第二次世界大戦中および戦後、バーコフの関心は彼が「工業」（"engineering"）数学と呼んだものに引き寄せられることとなった。戦時中、彼はレーダー照準と、バズーカ砲の弾道を含む、弾道学に取り組んだ。兵器の開発では、数学的な問題が発生していたが、そのいくつかは、流体力学に関する文献でもまだ取り上げられていないものであった。バーコフの研究は、流体力学に関する彼の教科書である"Hydrodynamics"（1950）及び"Jets, Wakes and Cavities"（1957）において紹介されることとなった。
ジョン・フォン・ノイマンの友人であるバーコフは、電子計算機の台頭に強い関心を持っていた。バーコフはポアソンの偏微分方程式の数値解析に関するDavid M. Youngの博士論文の監督を行った。この論文の中でYoungはSOR法（successive overrelaxation method）と呼ばれるものを提案した。Birkhoffは、その後、以前の学生であったRichard S. Vargaと共同で仕事をした。VargaはピッツバーグにあるWestinghouse ElectronicCorporationのBettisAtomic Power Laboratoryに勤務しており、原子炉の設計支援をしている人物であった。Youngの結果を拡張して、バーコフとVargaのコラボレーションは、正の演算子（positive operators）とp-cyclic matricesに対する反復手法に関する論文が多数出版されることにつながることとなった。
バーコフの研究とコンサルティング業務（特にゼネラルモーターズ）は、数値線形代数に加えて、特に三次元スプラインを介した滑らかな曲線の表現などの計算手法の開発に寄与した。
バーコフは200以上の論文を発表し、50以上の博士号を監督した。彼は全米科学アカデミーとアメリカ芸術科学アカデミーの会員であった。彼は1948年から1949年まではグッゲンハイムフェローであり、1966年から1968年までは工業応用数学協会の会長であった。彼は1974年にLester R. Ford賞を受賞した。

## 業績
- Birkhoff, Garrett (1979) [1940], Lattice theory, American Mathematical Society Colloquium Publications, 25 (4th ed.), Providence, R.I.: American Mathematical Society, ISBN 978-0-8218-1025-5, MR598630[3]
- ; Mac Lane, Saunders (1997) [1941], A Survey of Modern Algebra, A.K. Peters, ISBN 1-56881-068-7[4]
- (1978) [1950], Hydrodynamics: A study in logic, fact, and similitude, Greenwood Press[5] 2015 pbk reprint of 1960 2nd edition
- ; Zarantonello, E.H. (1957), Jets, Wakes, and Cavities, Academic Press[6]
- ; Rota, Gian-Carlo (1989) [1962], Ordinary Differential Equations, John Wiley[7]
- ; Mac Lane, Saunders (1999) [1967], Algebra, Chelsea, ISBN 0-8218-1646-2
- ; Bartee, Thomas (1970), Modern Applied Algebra, McGraw-Hill[8]
- ; Lynch, Robert Edward (1984). Numerical solution of elliptic problems. SIAM Studies in Applied Mathematics, vol. 6. Philadelphia: Society of Industrial and Applied Mathematics (SIAM)
- (1973), Source Book in Classical Analysis, Harvard University Press
- Oliveira, J. S., ed (1 January 1987). Selected Papers on Algebra and Topology by Garrett Birkhoff. Springer Science & Business Media. ISBN 978-0-8176-3114-7